# Manuel Friedrich
Manuel Friedrich (Bad Kreuznach, 1979. szeptember 13. –) német válogatott labdarúgó. Édesapja, Hubert Friedrich.

## Pályafutása

### Klubcsapatban
Az SG Guldental 07-ben kezdett megismerkedni a labdarúgással, majd az FSV Mainz 05 akadémiájára került. 1998 és 2000 között a tartalékok között szerepelt többnyire. 2000. február 26-án a Bundesliga 2-ben bemutatkozott az első csapatban az Energie Cottbus ellen. A 2001–2002-es szezonzban Robert Nikolic társaként a védelem legbiztosabb pontjai lettek és 8 bajnoki gólt szerzett. Teljesítményére több klub is felfigyelt, végül a Werder Bremen szerződtette. Keresztszalag sérülése miatt többnyire a tartalékok között kapott lehetőséget. 2003. augusztus 23-án debütált az első csapatban az FC Schalke 04 ellen, ami egyetlen tétmérkőzése volt a klubban. 2004-ben visszatért a  Mainz együtteséhezés 17 másodosztályú bajnokin 4 gólt szerzett. Május 23-án szerzett gólja az SV Eintracht Trier 05 ellen feljutást jelentett. Az élvonalban továbbra is csapata legmegbízhatóbb pontja maradt.
2007 júliusában a Bayer Leverkusen csapatához írt alá három évre. Augusztus 25-én a Karlsruher SC ellen, majd három héttel később a VfL Bochum csapata ellen volt eredményes. Az első három szezonjában 10 bajnoki gólt szerzett. 2011. november 23-án az UEFA-bajnokok ligájában az angol Chelsea ellen győztes gólt szerzett. Miután elhagyta a klubot tárgyalásokat folytatott a Bangkok Glass csapatával, de nem jött létre megállapodás. Mats Hummels és Neven Subotić sérülése miatt a Borussia Dortmund szerződtette őt. 2013. november 23-án debütált a Bayern München ellen. 2014. február 8-án a Werder Bremen ellen megszerezte a klubban töltött időszaka alatti első gólját.
2014. augusztus 22-én aláírt az Indiai Szuperligában szereplő Mumbai City csapatához. Október 12-én mutatkozott be az Atlético de Kolkata ellen, ezzel ő lett a bajnokságban az első német játékos, aki pályára lépett. December 7-én megszerezte a Kolkata ellen a 76. percben fejesből az első gólját. 14 mérkőzésen egy gólt szerzett és miután véget ért a szezon felhagyott az aktív labdarúgással.

### A válogatottban
2006. március 22-én a kispadon kapott lehetőséget a német labdarúgó-válogatottban az amerikai labdarúgó-válogatott elleni felkészülési mérkőzésen. Ezzel ő lett az első játékos, aki a Mainz labdarúgójaként meghívót kapott. Augusztus 16-án a svéd válogatott ellen mutatkozott be, a szünetben váltotta Arne Friedricht. Szeptember 6-án megszerezte első gólját a san Marinó-i labdarúgó-válogatott elleni 13–0-ra megnyert 2008-as labdarúgó-Európa-bajnokság selejtező mérkőzésén.

## Statisztika

### Válogatott
| Válogatott  | Szezon   | Mérkőzés | Gól |
| ----------- | -------- | -------- | --- |
| Németország | 2006     | 6        | 1   |
| Németország | 2007     | 2        | 0   |
| Németország | 2008     | 1        | 0   |
| Németország | Összesen | 9        | 1   |

### Válogatott góljai
| # | Időpont             | Helyszín                     | Ellenfél   | Gólok | Eredmény | Kiírás                                       |
| - | ------------------- | ---------------------------- | ---------- | ----- | -------- | -------------------------------------------- |
| 1 | 2006. szeptember 6. | Olimpiai Stadion, San Marino | San Marino | 0–12  | 0–13     | 2008-as labdarúgó-Európa-bajnokság selejtező |

## Sikerei, díjai
- Werder Bremen
  - Bundesliga: 2003–04